# Paçoca de amendoim

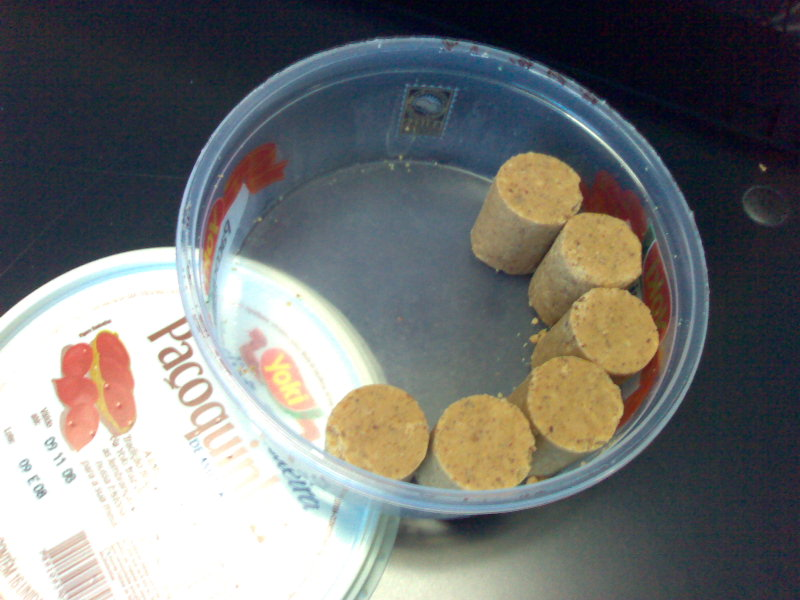
Paçocas de rolha

Paçoca de amendoim (português: [paˈsɔkɐ]) é um doce típico da culinária paulista, de origem no interior de São Paulo. Parte da culinária caipira paulista, é feito de amendoim moído, açúcar e sal. Algumas receitas também adicionam farinha, como farinha de milho, farinha de aveia ou farinha de mandioca. Tradicional em São Paulo e consumido em todo o Brasil, o doce é muito comum durante a Festa Junina, festa anual que celebra o estilo de vida caipira, além de ser tradição na quaresma e festas religiosas das cidades do Vale do Paraíba, como a paçoca artesanal de Paraibuna. É conhecido por sua distinta textura seca e sabor adocicado, também sendo um dos doces brasileiros mais tradicionais e queridos.
O estado de São Paulo é o maior produtor de amendoim do Brasil, enquanto o Grupo Santa Helena, criado em 1942 na cidade de Ribeirão Preto, é responsável pela produção da Paçoquita, a paçoca mais consumida do país. É confeccionada em forma de rolha ou retangular. O grupo também lançou, nos anos recentes, a versão cremosa e outras versões, como a Paçoquita Diet.

## Origens
A paçoca salgada foi inventada antes durante o período do Brasil Colonial, com os povos nativos brasileiros tendo receitas que misturavam farinha de mandioca com outros ingredientes como carne. Dessa forma, naquela época e nos períodos seguintes, a paçoca salgada era considerada uma refeição. E com a chegada dos portugueses e o início da exploração de terras, com as Entradas e Bandeiras, que partiam da capitania de São Paulo capturando índigenas para trabalharem em lavouras e minas de ouro, a paçoca se popularizou como uma alternativa viável e nutritiva para os garimpeiros, que demoravam quase um mês para chegar às margens do rio Tibagi, no Paraná.
Com o passar do tempo, essas receitas foram modificadas pelos colonos do interior de São Paulo, os quais criaram a combinação com amendoim, açúcar e sal, e deu-se origem à paçoca de amendoim, que, até a década de 1980, era chamada de doce de amendoim.

## Produção
O processo artesanal tradicional de fazer paçoca envolve primeiro torrar os amendoins, depois moer todos os ingredientes usando um almofariz tradicional (pilão). Em técnicas de fabricação mais modernas, em vez de um almofariz, são utilizados liquidificadores industriais, e as paçocas são posteriormente prensadas em várias formas, mais comumente quadradas.[carece de fontes?]

## Variações

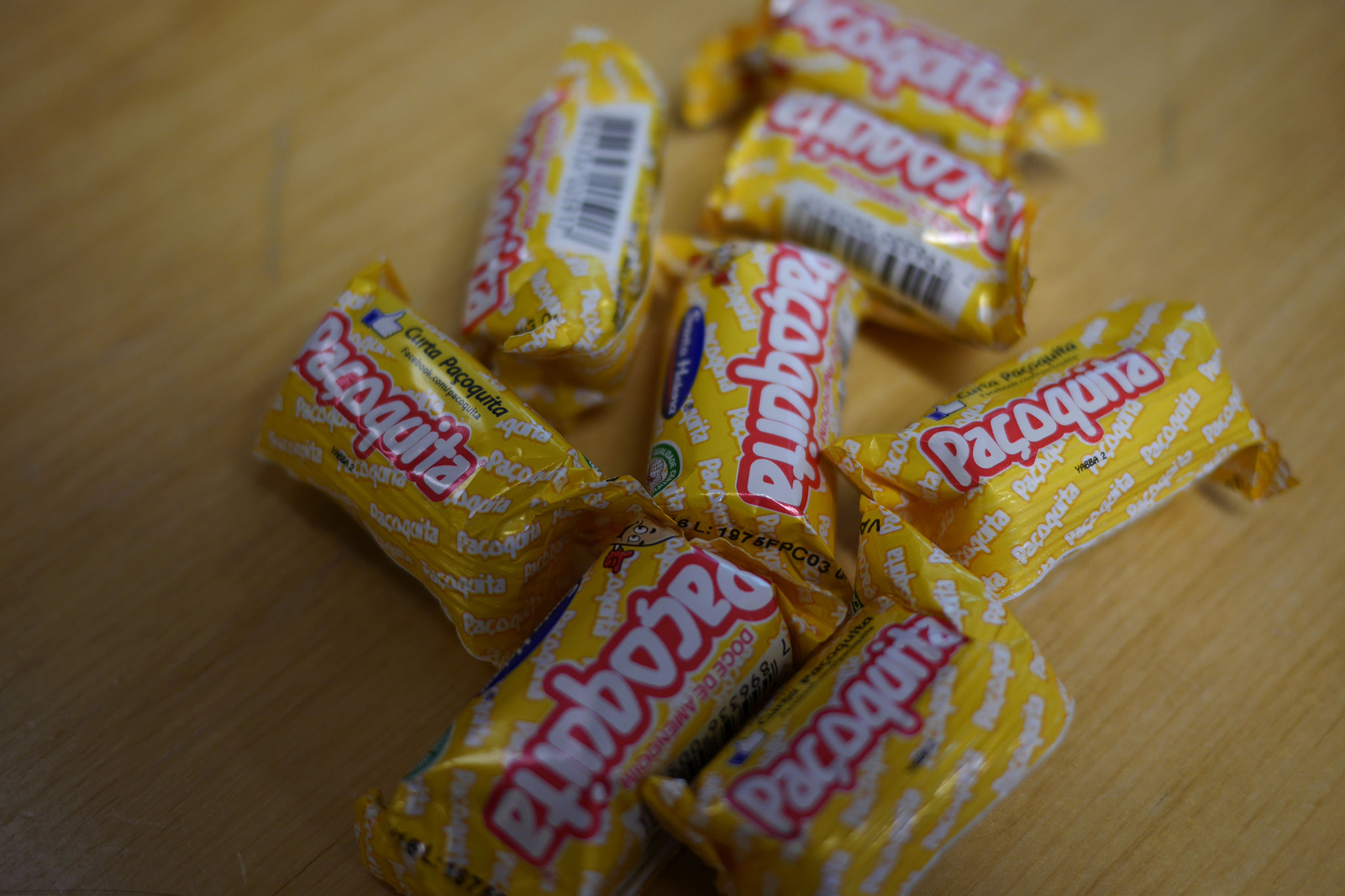
"Paçoquita", uma versão popular da paçoca industrial

Algumas empresas criaram variações da receita tradicional de paçoca, que incluem uma versão diet, sem adição de açúcar, e uma versão com concentração de amendoim.